# Cardiosace trychaenoides
Cardiosace trychaenoides är en fjärilsart som beskrevs av Hans Daniel Johan Wallengren 1856. Cardiosace trychaenoides ingår i släktet Cardiosace och familjen nattflyn. Inga underarter finns listade i Catalogue of Life.